# Charles Taze Russell

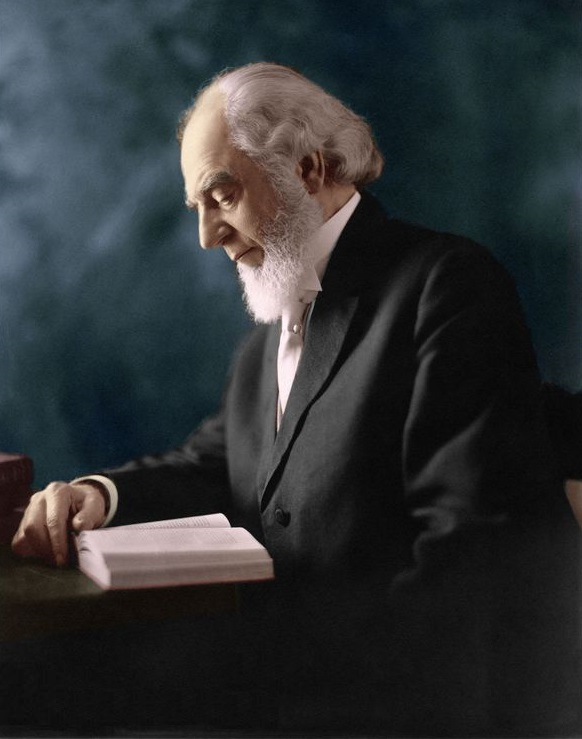
Charles Taze Russell într-o fotografie realizată în 1911.

Charles Taze Russell (n. 16 februarie 1852 – d. 31 octombrie 1916) a fost un comerciant american din Pittsburgh, Pennsylvania care a pus bazele organizației religioase Martorii lui Iehova.  De asemenea, este cunoscut ca fondatorul revistei religioase "Zion's Watch Tower and Herald of Christ's Presence" în 1879, respectiv ca inițiator și fondator al uneia dintre primele Societăți Biblice din America, "Zion's Watch Tower Tract Society", în 1881.